# Der Verschwender (1917)
Der Verschwender ist ein zweiteiliger, österreichischer Stummfilm aus dem Jahre 1917 des Regie-Ehepaars Jakob Fleck und Luise Fleck. Der Geschichte liegt das gleichnamige Theaterstück von Ferdinand Raimund zugrunde.

## Handlung
Erster Teil
Die Fee Cheristane ist von der Feenkönigin beauftragt worden, auf die Erde niederzusteigen und dort der Menschheit Wohltaten zukommen zu lassen. Auf ihrem Haupt trägt sie eine mit Perlen bestückte Krone, deren jede einzelne eine besondere Zaubermacht besitzt. Derjenige, der in den Genuss dieser Wohltat gelangt, wird fortan sein ganzes Leben lang nur Glück und Sonnenschein erfahren. Besonders von Cheristane gesegnet ist Julius von Flottwell, den die Fee bereits als Kind kennen gelernt hatte und seitdem liebt. Einst hatte sie bereits Julius’ Vater durch ihre generöse Verteilung ihrer Gunst zu einem schwerreichen Mann gemacht. Als Cheristane ins Feenreich heimkehren muss, zeigt sie sich dem jungen Flottwell erstmals in ihrer wahren Gestalt und bittet ihn, ihr ein Jahr seines Lebens als Abschiedsgeschenk mitzugeben.
Flottwell erweist sich bald als der Großherzigkeit Cheristanes ziemlich unwürdig. Er lebt in Saus und Braus und ist zum Verschwender geworden. Er prasst jeden Tag, gibt ständig rauschende Feste für zahlreiche Gäste und veranstaltet umfangreiche Jagden. Heimlich macht er sich bei derlei Gelegenheiten aus dem Staub, um ein Schäferstündchen mit einem einfachen Bauernmädchen zu genießen. Er weiß nicht, dass Cheristane ihm in dieser Gestalt erscheint. Die gute Fee erkennt rasch, dass es so mit ihrer großen Liebe Flottwell nicht weiter gehen kann. Seine Freunde und Dienerschaft nehmen ihn aus, wie sie nur können, und bald droht Flottwell der finanzielle Ruin. Cheristane ist, um ihren Liebsten zu retten, bereit, ihre letzte Wunschperle auf der Krone zu opfern. Sie beauftragt den guten Geist Azur, die Gestalt eines Bettlers anzunehmen, sich dem reichen Sünder in den Weg zu stellen und fortan regelmäßig ein Almosen zu erbitten. Damit ist Cheristanes irdische Mission beendet, und sie gibt sich Flottwell zu erkennen. Der ist fassungslos, dass Cheristane ihn nun verlassen will, weiß nicht, wie es für ihn ohne sie weitergehen soll und plant, deswegen sein Leben zu beenden.
Cheristane erinnert ihn daran, dass er ihr ein Jahr seines irdischen Lebens geschenkt habe und kehrt daraufhin ins Feenreich zurück. Die Zeit heilt auch im Leben Flottwells alle Wunden, und bald lernte er die hübsche, junge Amalie kennen, die Tochter des Präsidenten von Klugheim. Sie lieben sich und wollen heiraten, doch ihr Vater ist strikt dagegen, weil er den verschwenderischen Lebensstil Flottwells kennt und verdammt. Flottwell hat seinen Lebensstil nicht geändert; er wirft sogar den teuren Brautschmuck für Amalie aus dem Fenster hinaus, weil dieser ihm nicht gefällt. Der Geist Azur in Gestalt des immer wieder auftauchenden Bettlers nimmt diesen an sich. Flottwell beauftragt sofort seinen Kammerdiener Wolf, dem Schmuck samt Bettler nachzujagen, doch beide sind verschwunden. Wolf, der das Kammermädchen Rosl anhimmelt, aber von ihr nicht erhört wird, beschuldigt daraufhin diese, den Schmuck an sich genommen und gestohlen zu haben. Sie, wie auch ihr Liebster, der Bediente Valentin, werden daraufhin von Flottwell gefeuert.
Flottwell gibt Amalie zuliebe ein rauschendes Fest und will ihr auf der Feier eine kostbare Vase überreichen. Doch wieder funkt ihr Vater dazwischen und weist dieses übertrieben wertvolle Geschenk brüsk zurück. Zutiefst getroffen, schenkt Flottwell daraufhin die Vase seinem Kammerdiener Wolf. Auf dem Fest kommt es daraufhin zu einem Zweikampf mit dem Baron Flitterstein, den Präsident von Klugheim für seine Tochter als Gatte in spe vorgesehen hatte, wobei dieser verletzt wird. Flottwell rennt in Panik davon und begibt sich ins Exil nach England. Amalie ist bereit, ihren Geliebten zu begleiten, jedoch nicht Kammerdiener Wolf, der die große Chance wittert, demnächst den gesamten Besitz Flottwells übernehmen zu können, sollte sein Herr erst einmal außer Reichweite sein. Statt seiner hat Flottwell nun wieder den mysteriösen Bettler an seinen Fersen, der nicht aufhört, Almosen zu erbitten. Als Flottwell und Amalie abreisen, kann der Bettler gegenüber dem Fliehenden noch einmal eine beträchtliche Summe erbitten, dann folgt er dem Paar ins Exil.
Zweiter Teil
Zwanzig Jahren sind vergangen, und Flottwell kehrt als armer, gebrochener Mann, der Frau und Kind verloren hat, in die alte Heimat zurück. Er muss ansehen, wie sein einstiger Besitz, das schöne Schloss, in die Hände des betrügerischen und hinterlistigen Kammerdieners Wolf geriet, der Flottwell seine gesamte Dienstzeit lang um große Summen betrogen hatte. Alt und hinfällig geworden, schleppt sich der ehemalige Diener über seinen Besitz und besitzt dennoch die Frechheit und Härte, seinem ehemaligen Vorgesetzten die Tür zu weisen, als dieser eintreten will. Ganz anders der Bedienstete Valentin. Freudig begrüßt dieser Flottwell und zeigt, dass er nichts von seinem guten Charakter von einst verloren hat. Er bietet dem Heimgekehrten in seinem bescheidenen Haus, wo er heute als Tischlermeister arbeitet, eine Unterkunft. Valentin hat das Kammermädchen Rosl geheiratet, die ihm fünf Kinder gebar. 
Traurig erzählt Flottwell vor Valentin und den Kindern, wie er in der Fremde alles verloren hatte, auch Amalie, die ihm eine Tochter geschenkt hatte. Als das Kind beim Spielen ins Wasser fiel, ertrank es, und Amalie, die sofort nachsprang, überlebte die Rettungsaktion nicht. Aus Verzweiflung über diesen Verlust wurde Flottwell spielsüchtig und verlor schließlich all sein ihm verbliebenes Geld. Valentin lädt Flottwell ein, unter sein Dach einzuziehen, was der soeben heimkehrenden Rosl aber überhaupt nicht recht ist. Sie hat nicht vergessen, dass es Flottwell war, der sie einst von Schloss und Hof gejagt hatte. Sie weist ihn des Hauses, und Flottwell verliert scheinbar nun seine letzte Hoffnung. Als er, der in seinem Leben keinen Sinn mehr sieht, Selbstmord begehen will, erscheint ihm wieder der gute Geist Azur, erneut in der Verkleidung des allgegenwärtigen Bettlers. Azur erstattet im Auftrag Cheristanes all die milden Gaben, die er von Flottwell im Laufe der vergangenen Jahre erhalten hat, und gibt ihm auch das Cheristane geschenkte Lebensjahr zurück, auf dass er, Flottwell, ein neues Leben beginnen könne. Reichtum und Glück stellt sich so erneut in dessen Leben ein. Als letzten Akt der Dankbarkeit lädt er Valentin und Ehefrau mit den fünf Kindern ein, mit ihm in seinem neuen Palast zu wohnen.

## Produktionsnotizen
Der Verschwender entstand im Frühjahr 1917 in Wien als Zweiteiler mit insgesamt sieben Akten (Teil 1: vier Akte, Teil 2: drei Akte). Die Uraufführung fand am 21. Juli 1917 im Wiener Flottenvereins-Kino statt. Massenstart für den ersten Teil war der 2. November 1917, für den zweiten der 6. November desselben Jahres. Die Filmlänge des ersten Teils betrug, je nach Zensurfassung, 1519, 1587 und 1800 Meter, der zweite ca. 1600 Meter. Ein Jugendverbot wurde erteilt.

## Kritik
„Louise Kolm und J. Fleck … haben sich der schwierigen aber auch dankbaren Aufgabe unterzogen, Ferdinand Raimunds unsterbliches Schauspiel „Der Verschwender“ für den Film zu bearbeiten, sehen aber auch ihre Bestrebungen von glänzendem Erfolge gekrönt. (…) Gerade das Märchenhafte, Poesievolle, das den Werken des großen Dichters anhaftet, ist wie geschaffen für den Film, dem ja die wirksamsten Mittel … zu Gebote stehen. (…) Naturaufnahmen von ganz seltener Schönheit, luxuriös ausgestattete Innenräumlichkeiten, sowie Massenszenen von gewaltiger Wirkung erfüllen uns mit Bewunderung. In gleicher Weise … ist auch die Darstellung, die von durchwegs bekannten Wiener Künstlern glanzvoll durchgeführt wird.“

## Verweise
- Der Verschwender bei IMDb
- Der Verschwender, 1. Teil bei filmportal.de
- Der Verschwender, 2. Teil bei filmportal.de
- Der Verschwender, 1. Teil bei The German Early Cinema Database, DCH Cologne.